# Bohumil Južnič
Bohumil Južnič, také Bogomil Južnić (20. dubna 1895 Kočevje (Slovinsko) nebo Slavonska Požega, Chorvatsko – 8. srpna 1963 Praha) byl původem slovinský uměleckoprůmyslový výtvarník a designér, naturalizovaný v Československu. 

## Život a dílo
Původním povoláním byl voják. Po absolutoriu nižší reálky absolvoval vojenskou školu-kadetku v Krakově. V polovině roku 1916 se přihlásil k srbské dobrovolné divizi legionářů, s nimiž odcestoval do Oděsy, kde byl roku 1917 převelen ke Kavkazské armádě. Po skončení války se v roce 1920 usadil v Československu. 
V letech 1921 – 1938 pokračoval ve vojenské kariéře, sloužil jako důstojník československé armády u dragounů, a začal působit jako výtvarník  designér – samouk. V polovině dvacátých let dvacátého století se začal věnovat navrhování interiérového užitého umění. Pod vlivem Ladislava Sutnara přijal zásady konstruktivismu a civilismu a připojil se k družstvu výtvarníků kolem Družstevní práce a Krásné jizby. Od roku 1937 pracoval také pro Topičův salón, dále spolupracoval s německým Bauhausem a nizozemským hnutím De Stijl. Navrhoval design příborů, stolních doplňků (popelníky, stojánky na ubrousky, soupravy na slánku, pepřenku a párátka) a na psací potřeby pro firmu Sandrik, prováděné z chromované oceli nebo z alpaky. Koncem třicátých let dvacátého století navrhoval také skleněné, keramické a dřevěné předměty.
Je zastoupen mj. ve sbírkách Uměleckoprůmyslového muzea v Praze.